# AERO (Album)
AERO ist eine Mischung aus Konzept- und Kompilationsalbum des französischen Musikers Jean-Michel Jarre. Veröffentlicht wurde es von Warner Music. Neben neuen Stücken wurden viele bekannte Titel völlig neu interpretiert und ein durchgehendes Hörerlebnis mit fließenden Übergängen geschaffen.

## Besonderheit
AERO beinhaltet Neuaufnahmen von populären Titeln wie Oxygene 2, Oxygene 4 und Magnetic Fields 1, drei neue Stücke sowie eine Liveaufnahme von Rendez-Vous 4 vom gleichnamigen AERO-Konzert in Dänemark im Surround-Sound 5.1 auf DVD sowie in Stereo auf CD. Einer der drei neuen Titel, Aero, ist eine Bearbeitung des auf dem Album Métamorphoses erschienenen Stückes Je Me Souviens aus dem Jahr 2000, welches Sprechgesang von Laurie Anderson enthielt. Die einzelnen Titel gehen ineinander über.
Die DVD bietet Audiospuren in Dolby Digital, DTS sowie Stereo. Während der Wiedergabe kann wahlweise eine Videospur wiedergegeben werden, welche die Augen der Schauspielerin Anne Parillaud beim Anhören der Musik zeigt. Parillaud war zu diesem Zeitpunkt mit Jarre liiert.

## Titelliste
- Geschrieben und arrangiert von Jean-Michel Jarre

1. Aero Opening – 0:50
2. Oxygene 2 – 7:41
3. Aero – 3:09
4. Equinoxe 8 – 1:24
5. Oxygene 4 – 5:05
6. Souvenir of China – 4:46
7. Aerology – 3:40
8. Equinoxe 3 – 6:33
9. Equinoxe 4 – 6:46
10. Last Rendez-Vous – 5:08
11. Zoolookology – 3:54
12. Aerozone – 4:56
13. Magnetic Fields 1 – 5:59
14. Chronology 6 – 4:55
15. Rendez-Vous 4 (Live Version) – 7:34

## Besetzung
- Jean-Michel Jarre – Keyboards und Synthesizer